# Observatorio de Woomera
El Observatorio de Woomera (denominado en la Lista de Códigos del Centro de Planetas Menores en inglés como Woomera Observatory), es una instalación particular propiedad del astrónomo aficionado Frank B. Zoltowski, ubicada en su domicilio particular en la localidad australiana de Woomera, de la que toma el nombre.

## Descubrimientos
Utilizando su cámara de dispositivo de carga acoplada y los programas de ordenador para la identificación de cuerpos astronómicos diseñados por él mismo, Zoltowsky ha descubierto 228 asteroides desde Woomera entre 1997 y 2003.

## Eponimia
- El asteroide (11195) Woomera lleva este nombre en honor de la localidad que da nombre al observatorio.[5]